# Княжья (Черкасская область)
Кня́жья (укр. Княжа) — село в Звенигородском районе Черкасской области Украины.
Население по переписи 2001 года составляло 1522 человека. Почтовый индекс — 20243. Телефонный код — 4740.

## История
Первые упоминания о селе приходятся на 1732—1733 годы, когда в нём насчитывалось 22 двора. В тот период земли активно отдавались и передавались между дворянами. Село входило в состав Козаченской волости, принадлежавшей Потёмкину, который позже раздавал разные части этих земель своим родственникам. Земли вместе с селом были переданы одной из племянниц Потёмкина, которая вышла замуж за князя С. Ф. Голицына, так земли стали принадлежать роду Голицыных. В это время в селе появились сахарный завод, водяная мельница и спиртзавод. После смерти Голицына и его жены село по наследству перешло их 2 дочерям, одна из которых вышла замуж за барона Врангеля. Позже род Врангелей выкупил у второй сестры её долю села.
По переписи 1885 года в селе проживали 2216 человек и было 392 двора. В 1897 году проживали уже 2528 человек, а в 1900 было 2622 человека и 561 двор. В конце XIX века селе были: православная церковь, иудейский молитвенный дом, школа, почтовая станция, 2 постоялых дома и ветряная мельница. В начале XX века также появились 2 кузницы, сельский банк, хлебный магазин и пожарный обоз. В 1908 году после смерти баронессы Врангель имение досталось 2 её дочерям: баронессе Варваре Григорьевне Врангель (графине де Гордеско) и княгине Татьяне Владимировне Куракиной. Выкупив долю старшей сестры, единоличной хозяйкой земель стала княгиня Куракина.
Во время Гражданской войны сельчане в 1918 году участвовали в Звенигородско-таращанском восстании, а в 1919 году оказали значительную помощь войскам Украинской Народной Республики. С приходом советской власти в 1920 году в селе был образован совет бедноты, в 1929 году было уже 5 сельскохозяйственных артелей, которые в 1930 году объединились в колхоз. Также к началу 30 годов XX века в селе были семь мельниц школа и церковь.
Во время Великой Отечественной войны из 267 воевавших сельчан погибло 157 человека. 123 сельчанина в ходе войны получили различные награды. В 1967 году был поставлен обелиск славы погибшим односельчанам.
К началу 70-х годов в селе находились: центральная усадьба колхоза имени Калинина, 3,9 тысяч га сельскохозяйственных угодий, из которых 3,5 — пахотной земли. Колхоз специализировался на выращивании зерновых и технических культур. Также в виде дополнительных видов производства в селе были: маслобойня и пилорама. Из инфраструктуры в селе были: дом культуры на 450 мест, 2 библиотеки с общим количеством книг в 22 000 штук, фельдшерско-акушерский пункт, родильный дом и мастерская по пошиву одежды и обуви.
В период независимости в селе в 2006 году была проведена газификация. В 2007 году появилась телефонная станция на 50 номеров. В селе работает предприятие, где производят твёрдые топливные гранулы из опилок, шелухи семечек и остатков растений «Трансбиопаливо». Также в селе имеется своя футбольная команда «ФК КНЯЖА». В селе проживал известный участник Великой Отечественной войны Н. А. Раскопенский.

## Местный совет
20243, Черкасская обл., Звенигородский р-н, с. Княжья
http://elib.shpl.ru/ru/nodes/22801-vyp-3-gubernii-malorossiyskie-i-yugo-zapadnye-harkovskaya-poltavskaya-chernigovskaya-kievskaya-volynskaya-podolskaya-1885#page/1/mode/grid/zoom/1 Архивная копия от 18 апреля 2018 на Wayback Machine

## Известные жители
- Яструб, Иван Данилович (1917—2000) — конструктор систем автоматизированной передачи данных, лауреат Государственной премии СССР (1976).